# Banga (Safané)
Pour les articles homonymes, voir Banga.
Banga est une commune située dans le département de Safané de la province du Mouhoun au Burkina Faso.